# Abel Jacob Herzberg

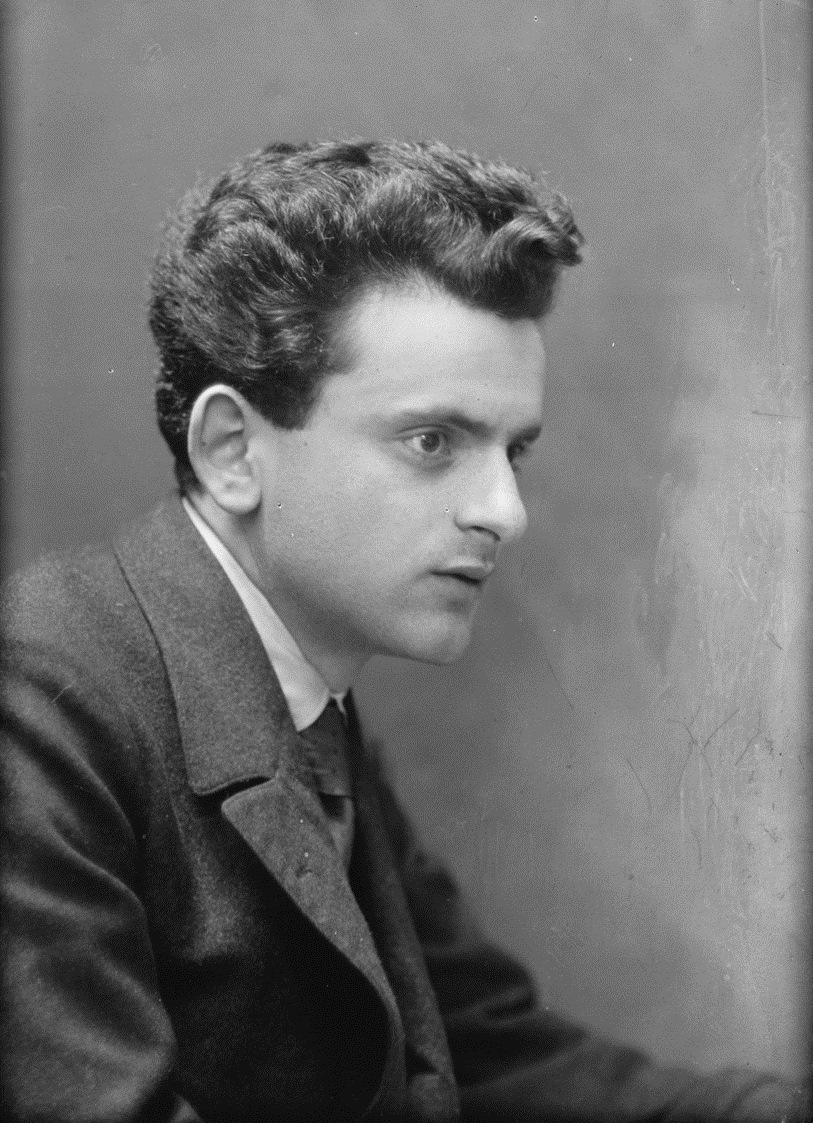
Abel J. Herzberg
Fotografie von Jakob Merkelbach (um 1913)

Abel Jacob Herzberg (* 17. September 1893 in Amsterdam; † 19. Mai 1989 ebenda) war ein niederländischer Anwalt und Schriftsteller.

## Leben
Herzberg war der Sohn russischer Juden. Er studierte in Amsterdam und wurde Anwalt. Von 1934 bis 1939 war er Vorsitzender des niederländischen Zionistenbundes. 1943 wurde er von den Nazis gefangen genommen und über Barneveld und das Durchgangslager Westerbork in das KZ Bergen-Belsen deportiert. Am 10. April 1945 verließ er mit dem später als Verlorener Zug bekannt gewordenen Todestransport das Lager in Richtung Theresienstadt und wurde am 23. April 1945 nach einer 13-tägigen Irrfahrt durch Deutschland im brandenburgischen Tröbitz von der Roten Armee befreit. Am 30. Juni 1945 kehrte Abel Herzberg in seine niederländische Heimat zurück.
1950 veröffentlichte er sein Buch Zweistromland, in welchem er über seine Erlebnisse in Bergen-Belsen berichtete. Abel Herzberg ist der Vater der niederländischen Schriftstellerin Judith Herzberg.

## Zitat
Nicht sechs Millionen Juden wurden ermordet. Ein Jude wurde ermordet und das ist sechs Millionen mal geschehen. – Abel Herzberg

## Preise
- 1949 – Dr. Wijnaendts Franckenprijs für Amor fati
- 1952 – Extra prijs van de Jan Campert-stichting für Kroniek der Jodenvervolging
- 1958 – ANV-Visser Neerlandia-prijs für Herodes
- 1960 – ANV-Visser Neerlandia-prijs für Sauls dood
- 1964 – Constantijn Huygensprijs für zijn gehele oeuvre
- 1972 – P.C. Hooftprijs

## Bibliografie

### Artikel
- Het ondergaan van geweld. In: Politiek geweld – Uitg. Vredesopbouw / Studium Generale R.U. Utrecht, 1978